# Musical Stones of Skiddaw

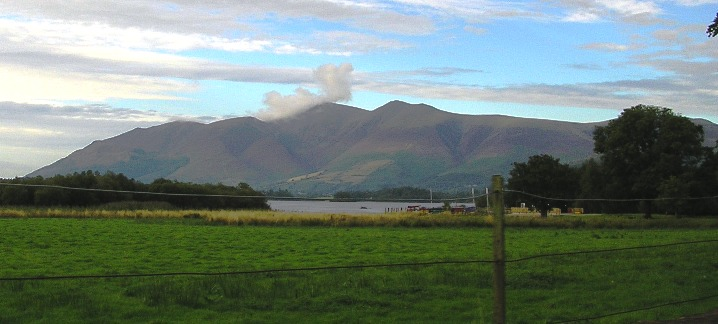
Der Berg Skiddaw

Musical Stones of Skiddaw („Klangsteine von Skiddaw“) ist ein aus vier übereinander angeordneten Reihen von Lithophonen bestehendes Musikinstrument aus der ersten Hälfte des 19. Jahrhunderts, das sich im Keswick Museum and Art Gallery in Keswick in der Grafschaft Cumbria in Großbritannien befindet. Die Klangsteine wurden im Gebiet des nordenglischen Nationalparks Lake District zwischen den Bergen Blencathra und Skiddaw gesammelt die wenige Kilometer nördlich von Keswick liegen.

## Bauweise
Die Platten des Klangsteinspiels von Skiddaw sind wie die Tasten eines Klaviers nebeneinander gereiht. Sie liegen elastisch auf zwei parallelen, dicken Seilen in einem Holzgestell, das als Resonanzkörper dient. Das Lithophon hat vier bespielbare Klangebenen und über den Klangebenen befinden sich auf einer Leiste zahlreiche Klangschalen und einige Kerzenhalter. Die üblichen Lithophone haben wie Xylophone (mit Holzklangplatten) und Metallophone (mit Metallplatten) lediglich eine bespielbare Ebene. Die Steinplatten bestehen aus einem Hornfels, einem metamorphen Hartgestein. Die Klangsteine der beiden unteren Ebenen wurden mit Handwerkzeugen bekantet und auf den zwei oberen Ebenen liegen schmale, präzise kalibrierte Klangsteine, die möglicherweise mit Maschinen bearbeitet wurden. Sie werden mit zwei löffelartigen Holzschlägeln bespielt.
Das Musikinstrument in Keswick, das zwischen den Jahren 1827 und 1840 konstruiert wurde, dürfte eines der ältesten Lithophone Europas sein.

## Peter Crosthwaite

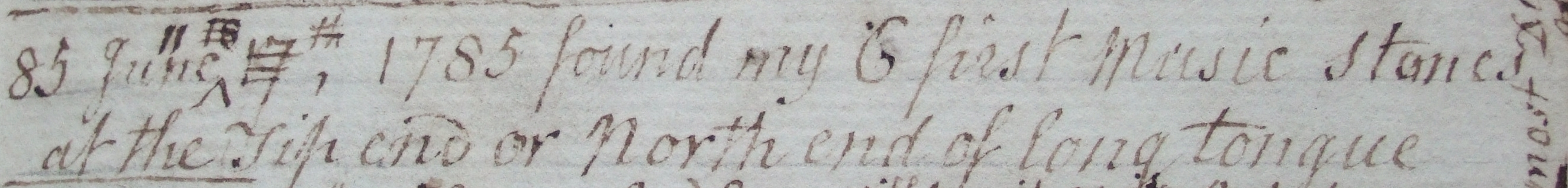
Auszug aus dem Tagebuch von Peter Crosthwaite

Der im Jahre 1735 geborene Peter Crosthwaite, ein Exzentriker, war zunächst bei der East India Company angestellt und wurde später Kapitän auf einem Kanonenboot, das er gegen malaiische Piraten befehligte. Ferner war er auch ein Erfinder von Gegenständen des täglichen Lebens. Diese ließ er erfolgreich anfertigen, jedoch nicht patentieren, und stellte anschließend Exemplare davon dem Keswick Museum zur Verfügung. Crosthwaite war der Gründer des Keswick Museums und machte als erster Musik mit Steinen auf einem Lithophon in Keswick.
Seine erstmalige Verbindung von Gestein und Musik schrieb er in seinem Tagebuch am 11. Juni 1785 nieder, als er sechs Musiksteine gefunden hatte, die perfekte Töne erzeugten. In jeden dieser Steine gravierte er die entsprechende Note ein. Er arrangierte die Klangsteine zu einem Instrument und erzeugte damit Musik in seinem Haus; führte aber keine Musikaufführungen durch. Das Instrument von Crosthwaite ist im Keswick-Museum ausgestellt.

## Joseph Richardson
Joseph Richardson, ein Steinmetz, der 1790 geboren wurde, war ein begabter Musiker, der zahlreiche Instrumente spielte. Der Klang der Steine ist für Steinmetzen vor Bearbeitung von Werksteinen eine wichtige Prüfmethode hinsichtlich der Qualität. Sie schlagen mit einem Holzstück auf die rohen Steine und erkennen die Qualität am Klang. Sie nennen diese Methode Klangprobe. Aufgrund seines Berufes und seiner Verbindung zur Musik sammelte Richardson Steine seiner näheren Umgebung und fand im Jahre 1827 heraus, dass die Steine des Berges Skiddaw Töne am besten wiedergaben. Er experimentierte mit Steindicken und Steinlängen der Klangsteine und nach 13 Jahren Steinsuche und Testen stellte er das «steinerne» Musikinstrument fertig. Richardson hatte drei Söhne und sie begannen auf diesem Instrument zu üben und traten anschließend damit bei lokalen Konzerten auf, wo sie auch mit anderen Musikinstrumenten wie Violine, Flöte und anderen Blasinstrumenten spielten. Diese Musikrichtung wurde bis nach London bekannt und sie traten dort mit Musikstücken von Händel, Beethoven und Mozart, aber auch mit anderer Musik wie Walzer, Polka usw. erfolgreich auf. Dieses Lithophon wurde nach und nach um Klangschalen, Glocken, Trommeln und andere unterschiedliche Schlaginstrumente erweitert. Richardson und seine Söhne nannten sich Richardson & Sons, Rock, Bell and Steel Band und spielten am 23. Februar 1848 im Buckingham Palace auf Einladung von Queen Victoria auf. Nach mehr als 60 Aufführungen in London und England ging die Band nach Frankreich, Deutschland und Italien. Auftritte in Amerika waren geplant, aber als der jüngste Sohn von Richardson starb, wurden diese abgesagt und das Musikinstrument später im Jahre 1917 von den Nachkommen von Richardson an das Keswick Museum übereignet, wo es sich bis zu heutigen Tage befindet.

## Weiteres
Daniel Till aus Keswick spielte im Jahre 1881 mit seinen zwei Söhnen in der Till Family Rock Band mit einem von ihm entwickelten Lithophon in London im Crystal Palace und auch in Amerika im Metropolitan Museum in New York auf.

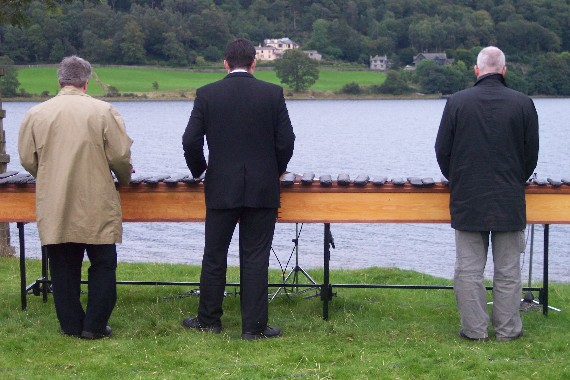
Auftritt im Jahr 2005

Im September 2005 kam Brian Dewan aus Brooklyn ins Keswick Museum und komponierte sieben Stücke an einem Lithophon. Anschließend führte er auf diesem Stein-Instrument mit Jamie Barnes eine Stunde lang Musik während des Coniston Water Festival a, 18. September 2005 auf. Es kam zu weiteren Aufführungen beispielsweise anlässlich der Liverpool Biennale 2006 und in der Liverpool Cathedral im September 2006.
Die weltbekannte Schlagzeugerin Evelyn Glennie spielte am 5. Januar 2006 in einer Radio-Sendung des BBC unter dem Titel The World's First Rock Band auf diesem Lithophon. Der Titel der Sendung nahm auf die Musiker-Familie Richardson Bezug, denn diese kündigte ihre Musikaufführungen auf Plakaten unter dem Titel Rock Bands an, weil ihr Instrument aus Rock bestand, dem englischen Wort für Felsen.
Das Keswick Museum and Art Gallery arbeitet mit der Universität von Leeds in einem dreijährigen Forschungsvorhaben zusammen, das u. a. das Ziel hat, herauszufinden, warum dieser Hornfels Töne besonders gut wiedergibt.